# Сордес космати
Сордес космати (или „зли дух космати“) је изумрли гмизавац из породице Rhamphorhynchidae (дугорепих птеросаура) који је живео у доба јуре.

## Карактеристике
Назив је добио по томе што су налази фосила указивали да је имао прекривач од длаке, али је по мишљењу других научника, нађени вијугави материјал заправо био фосилизовани остатак влакана везивног ткива у препони крила. Заговорници длакавог покривача сматрају да је он покривао главу и већи део тела, али не и крила и реп. То би онда указивало да се радило о топлокрвној животињи. Имао је крупне очи и дугачак и узан кљун из кога су вирили велики зуби. Са распоном крила од максимум 60 цм, сматра се мањим примерком из свог доба и његова величина указује да су му храна били инсекти.

## Откриће
Први га је описао руски научник А. Г. Шаров, који га је пронашао у језеру Каратау у јужном Казахстану.